# Минога (подводная лодка)
«Мино́га» — первая  в России подводная лодка, оснащённая дизельным двигателем. Построена в 1906—1909 годах по проекту, разработанному в 1905 году И. Г. Бубновым и являвшемуся развитием проекта «Касатка». Серьёзным улучшением стала замена внешних торпедных аппаратов внутренними — трубчатыми.

## История

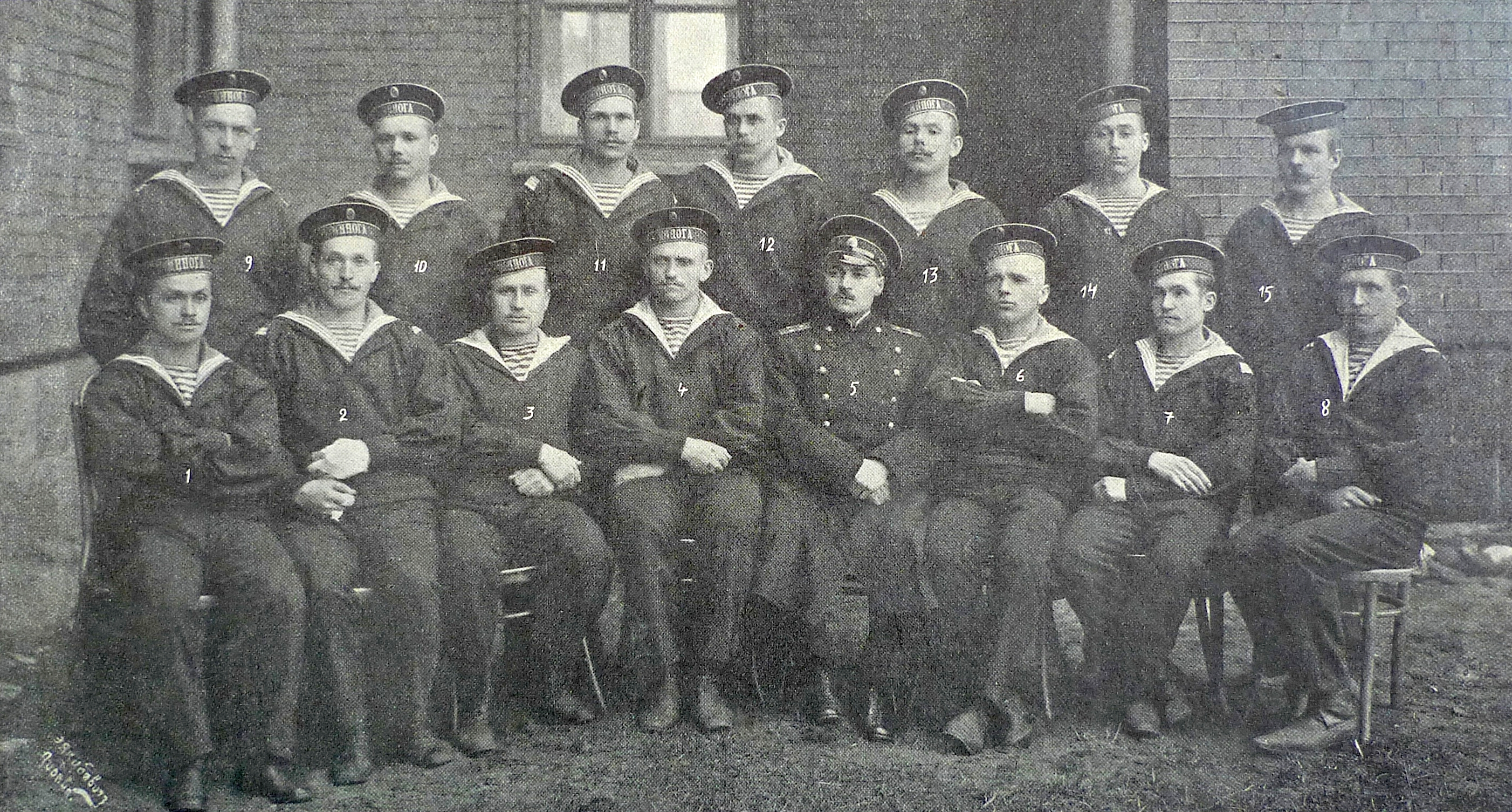
Командир и команда подводной лодки «Минога» (1913 год)

После Русско-Японской войны Главный морской штаб принял решение о необходимости создания двух типов подводных лодок: водоизмещением 100—150 тонн для патрулирования у берега и 350—400 тонн для действий в открытом море. Главной претензией к «Касаткам» было их вооружение, состоящие только из внешних решётчатых аппаратов системы Джевецкого. И. Г. Бубнов разработал два проекта: малый получил название «Минога», большой — «Акула». Обе лодки считались Морским техническим комитетом (МТК) «опытными, постройка которых должна послужить к самостоятельному развитию отечественного подводного строительства». 20 сентября 1905 года проект «Миноги» был утверждён на заседании МТК, и 9  февраля 1906 года Балтийский завод получил заказ (наряд № 4 457) на строительство лодки. 6 сентября 1906 года состоялась закладка корабля. Двигатели были изготовлены только к 1908 году из-за некоторых возникших трудностей. 11 октября 1908 года «Минога» была спущена на воду, а 23 октября 1908 года впервые вышла в пробное плавание в Морской канал на единственном дизеле, другой ещё не был установлен. 7 ноября 1908 года состоялось пробное погружение у причальной стенки, по результатам которого было принято решение оснастить лодку свинцовым килем для увеличения балласта. Весь следующий год ушёл на доработку лодки и испытания, включавшие торпедные стрельбы. 31 октября 1910 года МТК рекомендовал по результатам испытаний принять лодку в состав флота.
В 1912 году командиром лодки стал лейтенант А. Н. Гарсоев, который до этого командовал «Почтовым». По ходатайству Гарсоева команда «Почтового» была в полном составе переведена на «Миногу».

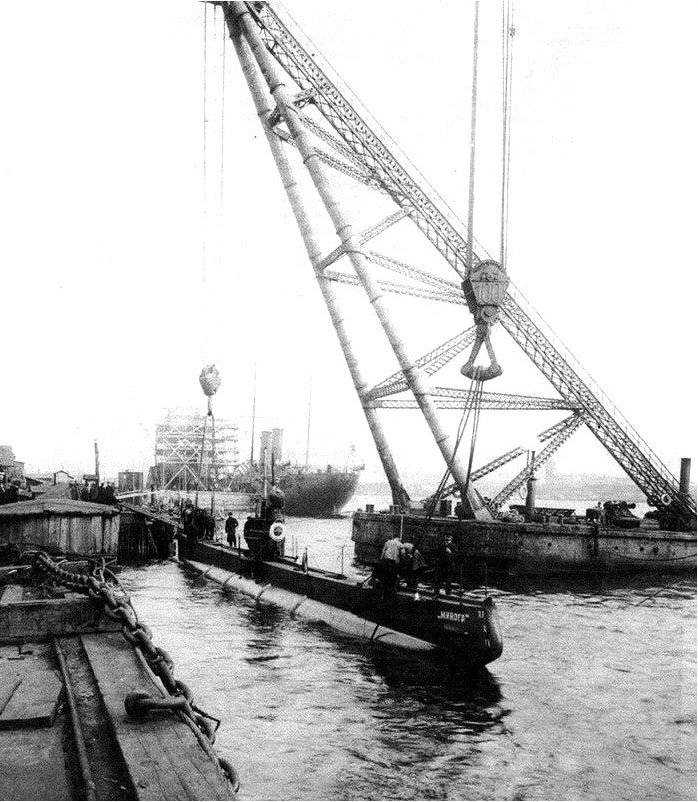
«Минога» в 1913 году, поднятие после аварийного затопления

23 марта 1913 года совершавшая пробное погружение «Минога» набрала воды через полуоткрытый клапан вентиляции и затонула на глубине 30 метров. Сказалось минимальное знакомство экипажа с новой подлодкой: ручка семафорного флажка попала в клапан вентиляции, отчего тот плотно не закрылся, а этот недосмотр не был замечен членами экипажа. Экипаж остался жив благодаря воздушной подушке, образовавшейся в носу корабля. Спасательная операция с водолазами и килектором завершилась успешно. Экипаж был доставлен в больницу с отравлениями парами хлора и кислоты, разлившихся из аккумуляторных батарей, погибших не было. Через неделю после аварии А. Н. Гарсоеву «за отличие по службе» было присвоено звание старшего лейтенанта.
Во время Первой мировой войны «Минога» совершила 14 боевых походов, результатов не достигла, хотя несколько раз пыталась атаковать корабли неприятеля. Летом 1915 года благодаря грамотным действиям машинного старшины Г. М. Трусова лодка благополучно спаслась от тарана. 1 сентября 1915 года за подвиг, мужество и храбрость в боевых действиях он был пожалован Георгиевской медалью 4-й степени, а 29 октября того же года — награждён Георгиевским крестом 4-й степени.
В 1918 году лодка прошла ремонт на Балтийском заводе и была отправлена на Каспий. Под командованием Ю. В. Пуаре участвовала в Гражданской войне, входила в состав боевых подразделений в Каспийском море. 21 ноября 1925 года в связи с износом всех механизмов была сдана для разборки на металл.